# Antônio Muniz Fernandes
Antônio Muniz Fernandes (Princesa Isabel, 11 agosto 1952) è un arcivescovo cattolico brasiliano, dal 3 aprile 2024 arcivescovo emerito di Maceió.

## Biografia

### Formazione e ministero sacerdotale
Ha frequentato i corsi di filosofia e teologia all'istituto teologico di Recife. Ha emesso i voti perpetui nell'Ordine carmelitano il 20 febbraio 1976 ed è stato ordinato sacerdote il 24 maggio 1980 dal vescovo Eliseu Gomes de Oliveira. 
Nel 1986 ha ottenuto la licenza in teologia biblica presso la Pontificia Università Gregoriana di Roma. Ha conseguito uno stage di studi a Gerusalemme. 
Dal 1990 ha ricoperto il ruolo di superiore provinciale ed insegnante di Sacra Scrittura presso l'istituto filosofico-teologico dell'arcidiocesi di Olinda e Recife e presso lo studio teologico dei cappuccini ad Olinda.

### Ministero episcopale
Il 4 febbraio 1998 papa Giovanni Paolo II lo ha nominato vescovo di Guarabira. 
Il 24 maggio 1998 ha ricevuto la consacrazione episcopale dalle mani dall'arcivescovo Marcelo Pinto Carvalheira, co-consacranti l'arcivescovo di Olinda e Recife José Cardoso Sobrinho e il vescovo di Petrolina Paulo Cardoso da Silva. 
All'interno della Conferenza episcopale brasiliana è stato dal 2003 al 2005 vice-presidente della Regione nord-est II e dal 2005 presidente della medesima regione e responsabile della pastorale carceraria.  
Il 22 novembre 2006 papa Benedetto XVI lo ha nominato arcivescovo metropolita di Maceió. 
Ha preso possesso dell'arcidiocesi il 4 febbraio 2007 e ha ricevuto il pallio durante la cerimonia a Roma in Piazza San Pietro il 29 giugno dello stesso anno. 
Il 3 aprile 2024 papa Francesco ha accettato la sua rinuncia alla guida dell'arcidiocesi; gli è succeduto l'arcivescovo coadiutore Carlos Alberto Breis Pereira. 

## Genealogia episcopale e successione apostolica
La genealogia episcopale è:
- Cardinale Scipione Rebiba
- Cardinale Giulio Antonio Santori
- Cardinale Girolamo Bernerio, O.P.
- Arcivescovo Galeazzo Sanvitale
- Cardinale Ludovico Ludovisi
- Cardinale Luigi Caetani
- Cardinale Ulderico Carpegna
- Cardinale Paluzzo Paluzzi Altieri degli Albertoni
- Papa Benedetto XIII
- Papa Benedetto XIV
- Cardinale Enrico Enriquez
- Arcivescovo Manuel Quintano Bonifaz
- Cardinale Buenaventura Córdoba Espinosa de la Cerda
- Cardinale Giuseppe Maria Doria Pamphilj
- Papa Pio VIII
- Papa Pio IX
- Cardinale Alessandro Franchi
- Cardinale Giovanni Simeoni
- Cardinale Antonio Agliardi
- Cardinale Basilio Pompilj
- Arcivescovo Joaquim Domingues de Oliveira
- Cardinale Jaime de Barros Câmara
- Arcivescovo Hélder Pessoa Câmara
- Arcivescovo Marcelo Pinto Carvalheira
- Arcivescovo Antônio Muniz Fernandes, O.Carm.

La successione apostolica è:
- Vescovo Henrique Soares da Costa (2009)
- Vescovo Francisco de Sales Alencar Batista, O.Carm. (2016)
- Vescovo Francisco de Assis Gabriel dos Santos, C.SS.R. (2017)